# Principauté de Minden
1648–1807
Entités précédentes :
- Principauté épiscopale de Minden

Entités suivantes :
- Royaume de Westphalie

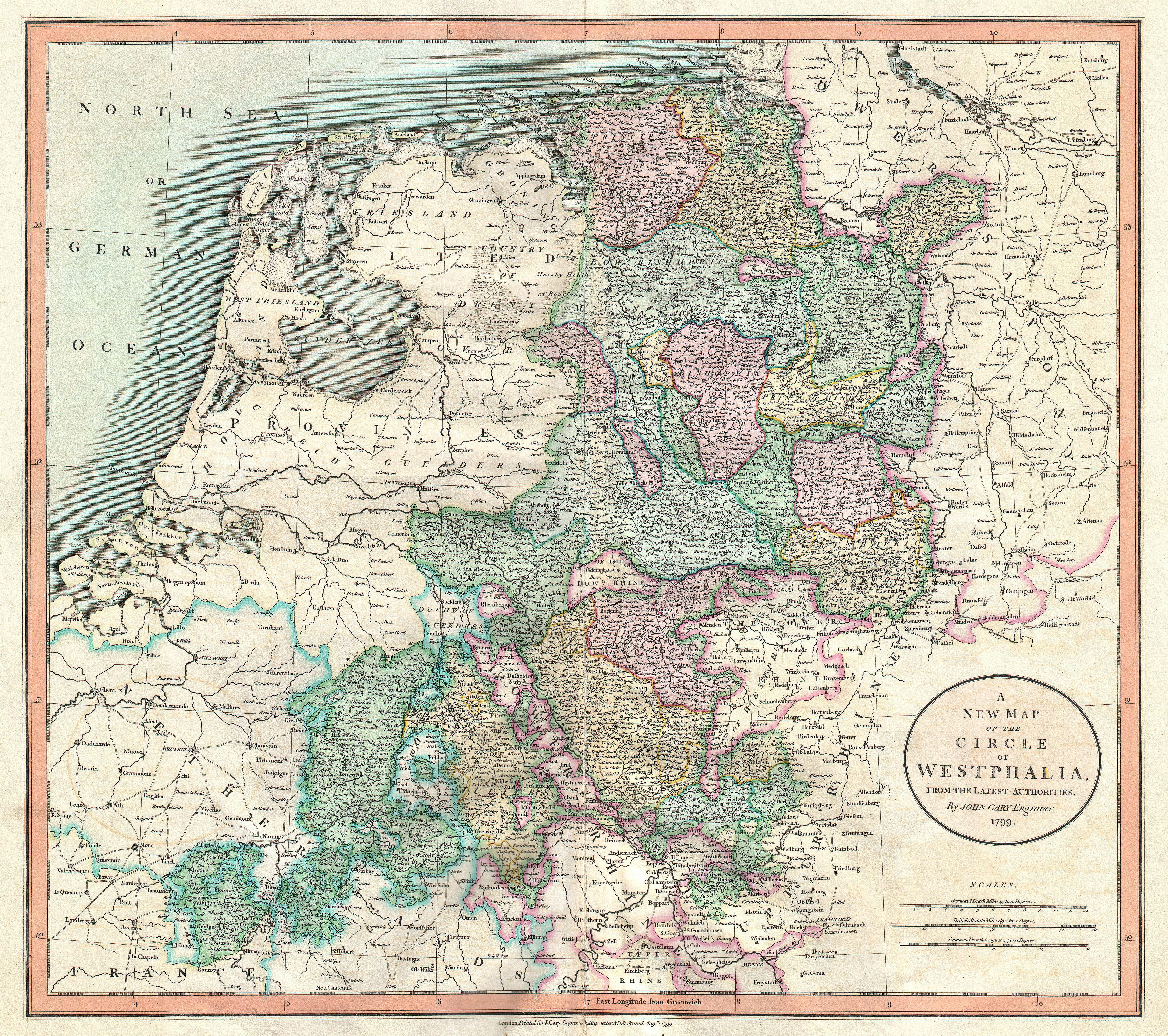
La principauté de Minden (en jaune) dans le cercle du Bas-Rhin-Westphalie.

La principauté de Minden (en allemand : Fürstentum Minden) était un territoire du Saint-Empire romain germanique. Elle relevait du cercle impérial du Bas-Rhin-Westphalie. Sa capitale était Minden. Son territoire correspond approximativement à celui de l'actuel cercle de Minden-Lübbecke en Rhénanie-du-Nord-Westphalie.

## Histoire
À la paix de Westphalie (1648), la principauté épiscopale de Minden, principauté ecclésiastique, est sécularisé et cédé à l'électeur de Brandebourg. Sa qualité de principauté immédiate est maintenue.
À la paix de Tilsit (1807), le roi de Prusse, Frédéric-Guillaume III, cède la principauté de Minden, et ceux de ses autres territoires qui sont situés entre la rive gauche du Rhin et la rive droite de l'Elbe, à l'empereur des français, Napoléon Ier, protecteur de la confédération du Rhin, à charge pour l'empereur de les rétrocéder à son frère, le prince Jérôme, roi de Westphalie, ou à d'autres princes de la confédération du Rhin. Par décret du 18 août 1807, la principauté est cédée au royaume de Westphalie. Son territoire relève du district de Minden du département du Weser.
En 1810, la partie de la principauté située sur la rive gauche du Weser est cédée à l'Empire français et forme le district de Minden du département de l’Ems-Supérieur. La partie de la principauté située sur la rive droite reste westphalienne et est incorporé au district de Rinteln du département de la Leine.
Après la bataille de Leipzig, la principauté est occupée par les Alliés et relève du gouvernement général pour le Rhin et le Weser.
Au congrès de Vienne (1815), le royaume de Prusse recouvre la principauté. Son territoire est incorporé dans la nouvelle province de Westphalie et est réparti entre les cercles de Minden, Rahden, Bünde et Herford du district de Minden. Jusqu'à l'abdication de Guillaume II, le titre de « prince de Minden » figurera dans la grande-titulature des rois de Prusse ; et les armes de la principautés, dans les grandes-armes du royaume de Prusse.

## Territoire
La principauté était entourée :
- au nord, par les comtés de Diepholz et de Hoya ;
- à l'est, par le comté de Schaumbourg-Lippe et le comté de Schambourg ;
- au sud, par le comté de Ravensberg et la principauté de Lippe ;
- à l'ouest, par l'évêché puis principauté d'Osnabrück.

## Subdivisions

Les deux villes immédiades et les cinq grands-bailliages

La principauté comprenait deux villes immédiates (en allemand : amtsfreie Stadt, au sing.) et cinq grands-bailliages ou offices (Amt, au sing.) subdivisés en bailliages (Vogtei, au sing.).
| Office        | Bailliages                                                    |
| ------------- | ------------------------------------------------------------- |
| Hausberge     | Übernstieg, Berg et Bruch, Gohfeld, Landwehr                  |
| Petershagen   | Hofmeister, Börde, Windheim                                   |
| Rahden        | Stemwederberg, Rahden                                         |
| Reineberg     | Levern, Gehlenbeck, Alswede, Quernheim, Schnathorst, Blasheim |
| Schlüsselburg | —                                                             |
| —             | Minden, Lübbecke                                              |

## Princes
- 1648-1701 : Électeur de Brandebourg
  - 1648 - 9 mai 1688 : Frédéric-Guillaume
  - 9 mai 1688 - 1701 : Frédéric III
- 1701-1807 : roi de Prusse
  - 18 janvier 1701 - 25 février 1713 : Frédéric Ier
  - 25 février 1713 - 31 mai 1740 : Frédéric-Guillaume Ier
  - 31 mai 1740 - 17 août 1786 : Frédéric II
  - 17 août 1786 - 17 novembre 1797 : Frédéric-Guillaume II
  - 16 novembre 1797 - 1807 : Frédéric-Guillaume III